# آدریان جان برادشاو
آدریان جان برادشاو (انگلیسی: Adrian Bradshaw؛ زادهٔ ۱۹۵۸ (۶۶–۶۷ سال)) فرد نظامی اهل بریتانیا است. وی همچنین برندهٔ جوایزی همچون نشان حمام و نشان امپراتوری بریتانیا شده‌است.